# Battaglia di Robecco sul Naviglio
La battaglia di Robecco sul Naviglio fu un episodio militare minore della guerra d'Italia del 1521-1526 che contrappose il Sacro Romano Impero al Regno di Francia e si verificò la notte tra il 27 e il 28 gennaio 1524 nei pressi dell'omonimo borgo. Le forze imperiali effettuarono un assalto notturno ad un accampamento francese catturando buona parte dei cavalieri e facendo un ricco bottino.

## Antefatti
Nell'estate del 1523 un esercito francese comandato dal Guillaume Gouffier de Bonnivet scese in Italia per riconquistare il Ducato di Milano perduto nemmeno un anno prima con la battaglia della Bicocca. Dopo una rapida marcia attraverso il Piemonte, il Gran Ammiraglio di Francia decise di puntare direttamente sul Ticino e quindi su Milano o Pavia invece di assediare le fortezze di Novara e Alessandria. Prospero Colonna, capitano generale dell’esercito imperiale in Italia, decise prudentemente di fortificarsi a Milano, lasciando il de Leyva a Pavia. I francesi posero l’assedio alla capitale del Ducato contando sul fatto che si arrendesse per fame ma dopo quasi due mesi furono costretti a rinunciare in virtù dell’avvicinarsi dell’inverno, della nutrita guarnigione e delle difficoltà di approvvigionamento. Tornarono quindi di nuovo verso le sponde del Ticino ma dopo aver fatto passare una parte dell’esercito oltre il fiume, decisero di restare nella campagna milanese accampandosi ad Abbiategrasso, Rosate e nei borghi circostanti.

## Battaglia
Verso la fine di gennaio del 1524 buona parte dell’esercito francese si trovava ancora attorno ad Abbiategrasso. Il Bonnivet decise di far presidiare il piccolo borgo di Robecco al Bayard malgrado le rimostranze di questi. La modesta importanza strategica della località era legata al ponte sul Naviglio Grande ma si era accresciuta da quando i francesi, per invadere la campagna milanese, avevano realizzato un ponte in legno sul Ticino presso Boffalora, a meno di 10 km a nord-ovest. 
Il 27 gennaio il Bonnivet decise di effettuare una rivista delle truppe e tenere un banchetto a Robecco. La notizia dell’evento giunse a Milano e subito il Lannoy e l’Avalos ne approfittarono per predisporre un piano per attaccare l’accampamento francese e catturare Bayard.
Verso la mezzanotte tra il 27 e il 28 gennaio sulla piazza del Castello di Porta Giovia si schierarono 12 000 uomini di cui 5 000 fanti spagnoli ed italiani, 2 500 lanzichenecchi e 500-600 cavalleggeri. Questo esercito uscì da Milano marciando nel modo seguente: un’avanguardia di cavalleggeri guidati dall’Avalos, un corpo centrale di circa 7 000 tra fanti e archibugieri e una retroguardia costituita dai cavalleggeri di Giovanni delle Bande Nere. Tutti i soldati portavano sopra l’armatura una camicia bianca per distinguersi tra loro e confondersi nella neve. Il Bonnivet poco prima era tornato ad Abbiategrasso e la maggior parte dei soldati francesi, stanchi ed appesantiti per il banchetto, stava ormai dormendo. Verso le cinque, alle prime luci dell’alba, l’Avalos assaltò ed annientò il piccolo presidio presso il ponte del Naviglio mentre Giovanni delle Bande Nere con i suoi cavalleggeri scorreva attorno ad Abbiategrasso per tenere impegnati eventuali rinforzi provenienti dall’accampamento francese principale. Il trambusto della mischia giunse agli orecchi del Bayard che ordinò alla fanteria francese di mettersi in salvo mentre egli, con la cavalleria, avrebbe cercato di rallentare il nemico. Quando però i cavalieri giunsero presso l’abitato di Robecco questo era già in mano agli imperiali. I francesi cercarono di opporre resistenza ma vennero sconfitti e in gran parte catturati dalle soverchianti forze nemiche. Bayard riuscì a sfuggire alla cattura in modo rocambolesco e si rifugiò ad Abbiategrasso.

## Conseguenze
Le forze imperiali uccisero o catturarono circa 300 cavalieri e fanti nemici, tre o quattro bandiere, 1 200 cavalli, migliaia di ducati e molte vesti di tessuto pregiate. Il Lannoy non sfruttò lo scompiglio causato dalla vittoria nelle forze nemiche e al posto di attaccare Abbiategrasso scacciando i francesi dal milanese preferì ritornare a Milano con il bottino attendendo l’arrivo di 5 000 lanzichenecchi prima di avviare la campagna militare.